# Haagweg 1 (Korschenbroich)

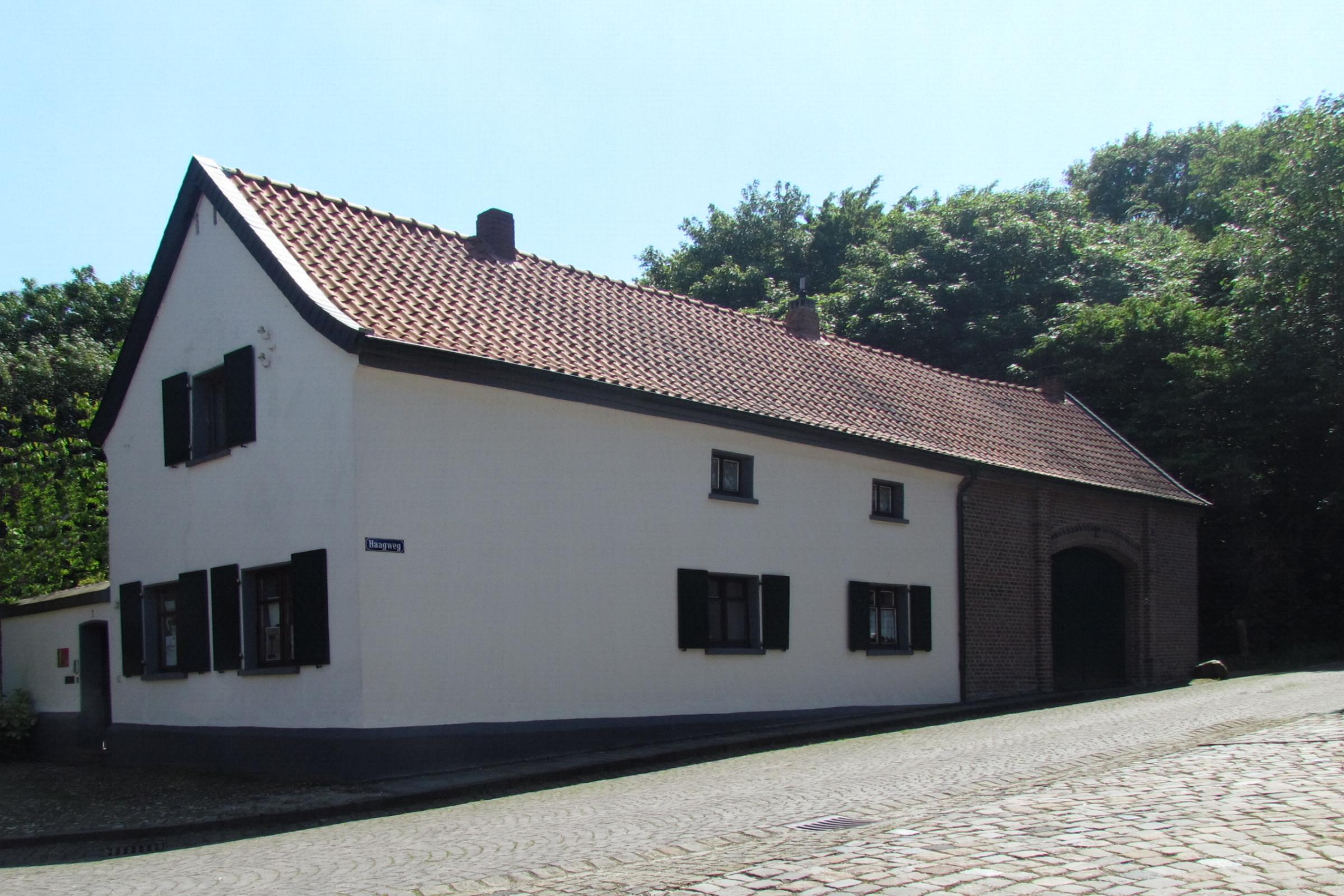
Fachwerkwohnhaus

Das Fachwerkhaus Haagweg 1 steht im Stadtteil Liedberg in Korschenbroich im Rhein-Kreis Neuss in Nordrhein-Westfalen.
Das Gebäude wurde im 19. Jahrhundert erbaut und unter Nr. 147 am 20. April 1988 in die Liste der Baudenkmäler in Korschenbroich eingetragen.

## Architektur
Bei dem Denkmal handelt es sich um ein zweigeschossiges traufenständiges Fachwerkwohnhaus, dessen Fachwerk verputzt ist. Das Haus besitzt einen Backsteinanbau mit Toreinfahrt. Das Haus „Haagweg 1“ stellt auch als Bestandteil des denkmalwerten Ensembles des alten historischen Marktes ein Denkmal dar. Liedberg und insbesondere auch der alte noch vorhandene Markt haben für die Stadtgeschichte von Korschenbroich heimatgeschichtliche Bedeutung.